# Andreas Andersson
Claes Andreas Andersson (Stoccolma, 10 aprile 1974) è un ex calciatore svedese, di ruolo attaccante.

## Carriera

### Club
Nativo di Österhaninge, quartiere a sud di Stoccolma, Andersson è cresciuto a Hova, nella Svezia centrale, dove ha svolto tutta la trafila delle giovanili.
Nel 1994 giocò 9 partite con il Tidaholms GoIF segnando 6 reti, prima di passare al Degerfors con cui fece il suo esordio nel massimo campionato svedese, giocando parte del campionato 1994 e l'intero torneo 1995. Nel frattempo svolse un provino con il Liverpool, con esito negativo.
Andersson fu acquisito dall'IFK Göteborg nel 1996, anno in cui la squadra biancoblu vinse il titolo nazionale anche grazie alle 19 reti messe a segno dallo stesso giocatore, che chiuse la stagione in vetta alla classifica marcatori e ottenne il riconoscimento di giocatore svedese dell'anno.
Nell'estate del 1997 il Milan, che già aveva affrontato Andersson l'anno prima in Champions League, preleva l'attaccante svedese per 3 miliardi di lire. Il 5 ottobre 1997 firmò la sua unica marcatura in Serie A grazie a un colpo di testa nel corso di Empoli-Milan, terminata 0-1.
La sua parentesi con i rossoneri di Fabio Capello durò pochi mesi, poiché nel gennaio 1998 fu ceduto agli inglesi del Newcastle Utd, transazione conclusa con versamento di 9,8 miliardi di lire. Rimase in forza alla formazione inglese per una stagione e mezzo, durante la quale giocò una finale di FA Cup persa a Wembley contro l'Arsenal. Al Newcastle chiuse con 4 gol in 27 presenze in Premier League: queste prestazioni negative portano il Daily Mail a piazzarlo in trentatreesima posizione in una classifica dei 50 peggiori attaccanti nella storia della Premier League.
Nell'estate 1999 è ritornato in Svezia, questa volta all'AIK che per averlo pagò 19 milioni di corone agli inglesi, in quello che fu il trasferimento più costoso nella storia del club. Con la squadra arrivò alla fase a gironi di Champions League 1999-2000 (in cui segnò una doppietta all'Arsenal) ma qualche mese più tardi, alla quarta giornata del campionato 2000, si ruppe il legamento crociato anteriore del ginocchio destro, rientrando solo l'anno successivo dopo un lungo stop. Nel 2001 e 2002 fu il miglior marcatore della sua squadra, rispettivamente con 9 e 8 reti. Nel 2003 si infortunò nuovamente al legamento crociato, e la sua assenza dai campi durò 21 mesi. Rientrò in campo nel 2005, con l'AIK nel frattempo retrocesso in seconda serie, ma dopo 6 partite comunicò l'intenzione di ritirarsi.

### Nazionale
Convocato nella nazionale svedese per 43 volte, ha segnato 8 gol. Ha partecipato anche ai Mondiali 2002 di Corea e Giappone, durante i quali sfiorò il gol contro l'Argentina, colpendo la parte inferiore della traversa.

## Dopo il ritiro
Ricopre il ruolo di opinionista presso la più famosa televisione a pagamento svedese e per un canale monotematico dedicato all'hockey su ghiaccio.

## Statistiche

### Cronologia presenze e reti in Nazionale
| Cronologia completa delle presenze e delle reti in nazionale ― Svezia | Cronologia completa delle presenze e delle reti in nazionale ― Svezia | Cronologia completa delle presenze e delle reti in nazionale ― Svezia | Cronologia completa delle presenze e delle reti in nazionale ― Svezia | Cronologia completa delle presenze e delle reti in nazionale ― Svezia | Cronologia completa delle presenze e delle reti in nazionale ― Svezia | Cronologia completa delle presenze e delle reti in nazionale ― Svezia | Cronologia completa delle presenze e delle reti in nazionale ― Svezia |
| Data                                                                  | Città                                                                 | In casa                                                               | Risultato                                                             | Ospiti                                                                | Competizione                                                          | Reti                                                                  | Note                                                                  |
| --------------------------------------------------------------------- | --------------------------------------------------------------------- | --------------------------------------------------------------------- | --------------------------------------------------------------------- | --------------------------------------------------------------------- | --------------------------------------------------------------------- | --------------------------------------------------------------------- | --------------------------------------------------------------------- |
| 19-2-1996                                                             | Hong Kong                                                             | Hong Kong League XI                                                   | 0 – 1                                                                 | Svezia                                                                | Lunar New Year Cup 1996 - Semifinale                                  | -                                                                     | 74’                                                                   |
| 25-2-1996                                                             | Brisbane                                                              | Australia                                                             | 0 – 2                                                                 | Svezia                                                                | Amichevole                                                            | 2                                                                     | Ammonizione                                                           |
| 28-2-1996                                                             | Sydney                                                                | Australia                                                             | 0 – 0                                                                 | Svezia                                                                | Amichevole                                                            | -                                                                     | 70’                                                                   |
| 1-9-1996                                                              | Riga                                                                  | Lettonia                                                              | 1 – 2                                                                 | Svezia                                                                | Qual. Mondiali 1998                                                   | -                                                                     | 77’                                                                   |
| 9-10-1996                                                             | Solna                                                                 | Svezia                                                                | 0 – 1                                                                 | Austria                                                               | Qual. Mondiali 1998                                                   | -                                                                     | 84’                                                                   |
| 10-11-1996                                                            | Glasgow                                                               | Scozia                                                                | 1 – 0                                                                 | Svezia                                                                | Qual. Mondiali 1998                                                   | -                                                                     | 76’                                                                   |
| 9-2-1997                                                              | Bangkok                                                               | Romania                                                               | 0 – 2                                                                 | Svezia                                                                | King's Cup 1997 - 1º turno                                            | 1                                                                     |                                                                       |
| 11-2-1997                                                             | Bangkok                                                               | Thailandia                                                            | 0 – 0                                                                 | Svezia                                                                | King's Cup 1997 - 1º turno                                            | -                                                                     | 64’                                                                   |
| 13-2-1997                                                             | Bangkok                                                               | Giappone                                                              | 0 – 1                                                                 | Svezia                                                                | King's Cup 1997 - 1º turno                                            | -                                                                     |                                                                       |
| 16-2-1997                                                             | Bangkok                                                               | Thailandia                                                            | 1 – 3                                                                 | Svezia                                                                | King's Cup 1997 - Finale                                              | -                                                                     |                                                                       |
| 12-3-1997                                                             | Ramat Gan                                                             | Israele                                                               | 0 – 1                                                                 | Svezia                                                                | Amichevole                                                            | 1                                                                     |                                                                       |
| 2-4-1997                                                              | Parigi                                                                | Francia                                                               | 1 – 0                                                                 | Svezia                                                                | Amichevole                                                            | -                                                                     |                                                                       |
| 30-4-1997                                                             | Göteborg                                                              | Svezia                                                                | 2 – 1                                                                 | Scozia                                                                | Qual. Mondiali 1998                                                   | -                                                                     |                                                                       |
| 22-5-1997                                                             | Solna                                                                 | Svezia                                                                | 2 – 2                                                                 | Polonia                                                               | Amichevole                                                            | -                                                                     |                                                                       |
| 8-6-1997                                                              | Tallinn                                                               | Estonia                                                               | 2 – 3                                                                 | Svezia                                                                | Qual. Mondiali 1998                                                   | -                                                                     |                                                                       |
| 20-8-1997                                                             | Minsk                                                                 | Bielorussia                                                           | 1 – 2                                                                 | Svezia                                                                | Qual. Mondiali 1998                                                   | -                                                                     | 46’                                                                   |
| 10-9-1997                                                             | Solna                                                                 | Svezia                                                                | 1 – 0                                                                 | Lettonia                                                              | Qual. Mondiali 1998                                                   | -                                                                     | 57’                                                                   |
| 11-10-1997                                                            | Solna                                                                 | Svezia                                                                | 1 – 0                                                                 | Estonia                                                               | Qual. Mondiali 1998                                                   | -                                                                     | 66’                                                                   |
| 22-4-1998                                                             | Solna                                                                 | Svezia                                                                | 0 – 0                                                                 | Francia                                                               | Amichevole                                                            | -                                                                     |                                                                       |
| 28-5-1998                                                             | Malmö                                                                 | Svezia                                                                | 3 – 0                                                                 | Danimarca                                                             | Amichevole                                                            | -                                                                     | 62’                                                                   |
| 2-6-1998                                                              | Göteborg                                                              | Svezia                                                                | 1 – 0                                                                 | Italia                                                                | Amichevole                                                            | -                                                                     | 62’                                                                   |
| 19-8-1998                                                             | Örebro                                                                | Svezia                                                                | 1 – 0                                                                 | Russia                                                                | Amichevole                                                            | -                                                                     | 69’                                                                   |
| 5-9-1998                                                              | Solna                                                                 | Svezia                                                                | 2 – 1                                                                 | Inghilterra                                                           | Qual. Euro 2000                                                       | 1                                                                     | 90’                                                                   |
| 10-2-1999                                                             | Tunisi                                                                | Tunisia                                                               | 0 – 1                                                                 | Svezia                                                                | Amichevole                                                            | -                                                                     | 84’                                                                   |
| 27-11-1999                                                            | Pretoria                                                              | Sudafrica                                                             | 1 – 0                                                                 | Svezia                                                                | Amichevole                                                            | -                                                                     | 56’                                                                   |
| 31-1-2000                                                             | La Manga del Mar Menor                                                | Danimarca                                                             | 0 – 1                                                                 | Svezia                                                                | Amichevole                                                            | -                                                                     |                                                                       |
| 4-2-2000                                                              | La Manga del Mar Menor                                                | Norvegia                                                              | 1 – 1                                                                 | Svezia                                                                | Amichevole                                                            | -                                                                     |                                                                       |
| 29-3-2000                                                             | Vienna                                                                | Austria                                                               | 1 – 1                                                                 | Svezia                                                                | Amichevole                                                            | -                                                                     | 46’                                                                   |
| 26-4-2000                                                             | Copenaghen                                                            | Danimarca                                                             | 0 – 1                                                                 | Svezia                                                                | Amichevole                                                            | -                                                                     | 83’                                                                   |
| 15-8-2001                                                             | Stoccolma                                                             | Svezia                                                                | 3 – 0                                                                 | Sudafrica                                                             | Amichevole                                                            | 1                                                                     | 46’                                                                   |
| 5-9-2001                                                              | Istanbul                                                              | Turchia                                                               | 1 – 2                                                                 | Svezia                                                                | Qual. Mondiali 2002                                                   | 1                                                                     | 68’                                                                   |
| 17-4-2002                                                             | Oslo                                                                  | Norvegia                                                              | 0 – 0                                                                 | Svezia                                                                | Amichevole                                                            | -                                                                     | 73’                                                                   |
| 17-5-2002                                                             | Solna                                                                 | Svezia                                                                | 1 – 2                                                                 | Paraguay                                                              | Amichevole                                                            | 1                                                                     |                                                                       |
| 25-5-2002                                                             | Tokyo                                                                 | Giappone                                                              | 1 – 1                                                                 | Svezia                                                                | Amichevole                                                            | -                                                                     | 74’                                                                   |
| 2-6-2002                                                              | Saitama                                                               | Inghilterra                                                           | 1 – 1                                                                 | Svezia                                                                | Mondiali 2002 - 1º turno                                              | -                                                                     | 79’                                                                   |
| 7-6-2002                                                              | Kobe                                                                  | Nigeria                                                               | 1 – 2                                                                 | Svezia                                                                | Mondiali 2002 - 1º turno                                              | -                                                                     | 64’                                                                   |
| 12-6-2002                                                             | Rifu                                                                  | Argentina                                                             | 1 – 1                                                                 | Svezia                                                                | Mondiali 2002 - 1º turno                                              | -                                                                     | 46’                                                                   |
| 16-6-2002                                                             | Ōita                                                                  | Senegal                                                               | 2 – 1 gg                                                              | Svezia                                                                | Mondiali 2002 - Ottavi di finale                                      | -                                                                     | 65’                                                                   |
| 21-8-2002                                                             | Mosca                                                                 | Russia                                                                | 1 – 1                                                                 | Svezia                                                                | Amichevole                                                            | -                                                                     |                                                                       |
| 12-10-2002                                                            | Solna                                                                 | Svezia                                                                | 1 – 1                                                                 | Ungheria                                                              | Qual. Euro 2004                                                       | -                                                                     |                                                                       |
| 12-2-2003                                                             | Tunisi                                                                | Tunisia                                                               | 1 – 0                                                                 | Svezia                                                                | Amichevole                                                            | -                                                                     |                                                                       |
| 2-4-2003                                                              | Budapest                                                              | Ungheria                                                              | 1 – 2                                                                 | Svezia                                                                | Qual. Euro 2004                                                       | -                                                                     |                                                                       |
| 7-6-2003                                                              | Serravalle                                                            | San Marino                                                            | 0 – 6                                                                 | Svezia                                                                | Qual. Euro 2004                                                       | -                                                                     |                                                                       |
| Totale                                                                |                                                                       | Presenze                                                              | 43                                                                    |                                                                       | Reti                                                                  | 8                                                                     |                                                                       |